# Canchas Uckro
Canchas Uckro es un sitio arqueológico ubicado en el distrito de Huachis, en la provincia de Huari en la región Áncash, Perú. Se encuentra a una altitud de 3190 metros. El análisis bayesiano de 13 fechas de radiocarbono muestra que Canchas Uckro estuvo ocupado aproximadamente entre el 1100 y el 800 a. C. El sitio consta de una plataforma de dos niveles que mide aproximadamente 60 x 35 m y al menos 3 m de altura. La fachada de la plataforma y los muros de contención se fabricaron a partir de bloques de arenisca extraídos de afloramientos encontrados en las inmediaciones del sitio.